# Ermogene (patriarca di Mosca)
Ermogene, o Germogen (in russo: Гермоген; Kazan', 1530 – Mosca, 17 febbraio 1612), al secolo Ermolaj (Ермолай), fu il patriarca di Mosca e di tutte le Russie dal 3 luglio 1606 al 17 febbraio 1612. La sua figura è legata al ritrovamento dell'icona della Madonna di Kazan' e alla grande rivolta popolare contro i polacchi che pose fine al Periodo dei torbidi. È venerato come santo martire dalla Chiesa ortodossa russa.

## Biografia

### Le origini
Le informazioni sulle origini del futuro patriarca consentono di far risalire la sua nascita al 1530 circa. Ermogene - il cui nome di battesimo era Ermolaj - potrebbe essere stato il discendente di un clan di Cosacchi del Don, anche se alcune fonti affermano che fosse figlio di Jurij Michajlovič, un principe appartenente alla casata dei Galitzine.
Durante gli anni giovanili visse da laico presso il monastero della Trasfigurazione a Kazan', di cui San Barsanufio di Tver' era stato fondatore ed egumeno. Nel 1579 il futuro patriarca divenne parroco di una chiesa dedicata a San Nicola di Bari. Nello stesso periodo fu ritrovata un'antica icona della Theotókos, meglio conosciuta come Madonna di Kazan'. Con la benedizione dell'arcivescovo Geremia, Ermolaj portò l'icona presso la chiesa di San Nicola.
Nel 1587, dopo la morte della moglie, si fece monaco nel monastero di Čudov prendendo il nome di Ermogene. Nello stesso anno ricevette l'incarico di archimandrita del monastero della Trasfigurazione di Kazan'.

### Metropolita di Kazan'
Il 13 maggio 1589 Ermogene fu consacrato vescovo e divenne il primo metropolita di Kazan'. Estremamente rigoroso nel rispetto delle tradizioni della Chiesa, Ermogene riuscì ad imprimere grande vitalità allo sforzo di evangelizzazione dei tartari. Il 9 gennaio 1592 scrisse una lettera al patriarca di Mosca Giobbe, in cui chiedeva il permesso di commemorare i soldati russi che avevano dato la vita per difendere la fede cristiana ortodossa e la patria nel corso dell'assedio di Kazan' del 1552. Era, infatti, consuetudine inserire nei dittici i nomi di tutti i soldati ortodossi caduti in battaglia. Allo stesso tempo, citò tre martiri che avevano sofferto a Kazan' per la loro fede. Uno di essi era un russo di nome Giovanni, nato a Nižnij Novgorod e catturato dai tartari. Gli altri due, invece, Stefano e Pietro, erano tartari convertiti al cristianesimo ortodosso. Alla lettera di Ermogene, il patriarca Giobbe rispose positivamente.
Il metropolita era ben noto a Mosca e partecipò allo Zemskij sobor che scelse Boris Godunov come zar nel 1598. Nel 1605, durante il regno del Falso Dimitri I, Ermogene fu nominato senatore (al pari di tutti gli altri membri della gerarchia ecclesiastica). Giunto a Mosca apprese la notizia che il sovrano stava per sposare la polacca Marina Mniszech, una donna di confessione cattolica. Ermogene si oppose alla decisione di Dimitri e chiese che la donna venisse ribattezzata secondo il rito ortodosso. Per via di questa presa di posizione, fu allontanato dalla capitale e perse la dignità arcivescovile. Tornò a Mosca qualche mese dopo, acclamato dalla folla, a seguito della deposizione del Falso Dimitri e del patriarca Ignazio.

### Il Patriarcato
Il 3 luglio 1606 i vescovi russi elessero Ermogene come nuovo patriarca. A sostenere con forza la sua elezione vi fu il nuovo zar Basilio IV. Ermogene generalmente supportò gli sforzi dello zar per pacificare il paese e anatemizzò Ivan Isaevič Bolotnikov e la rivolta da lui guidata. 

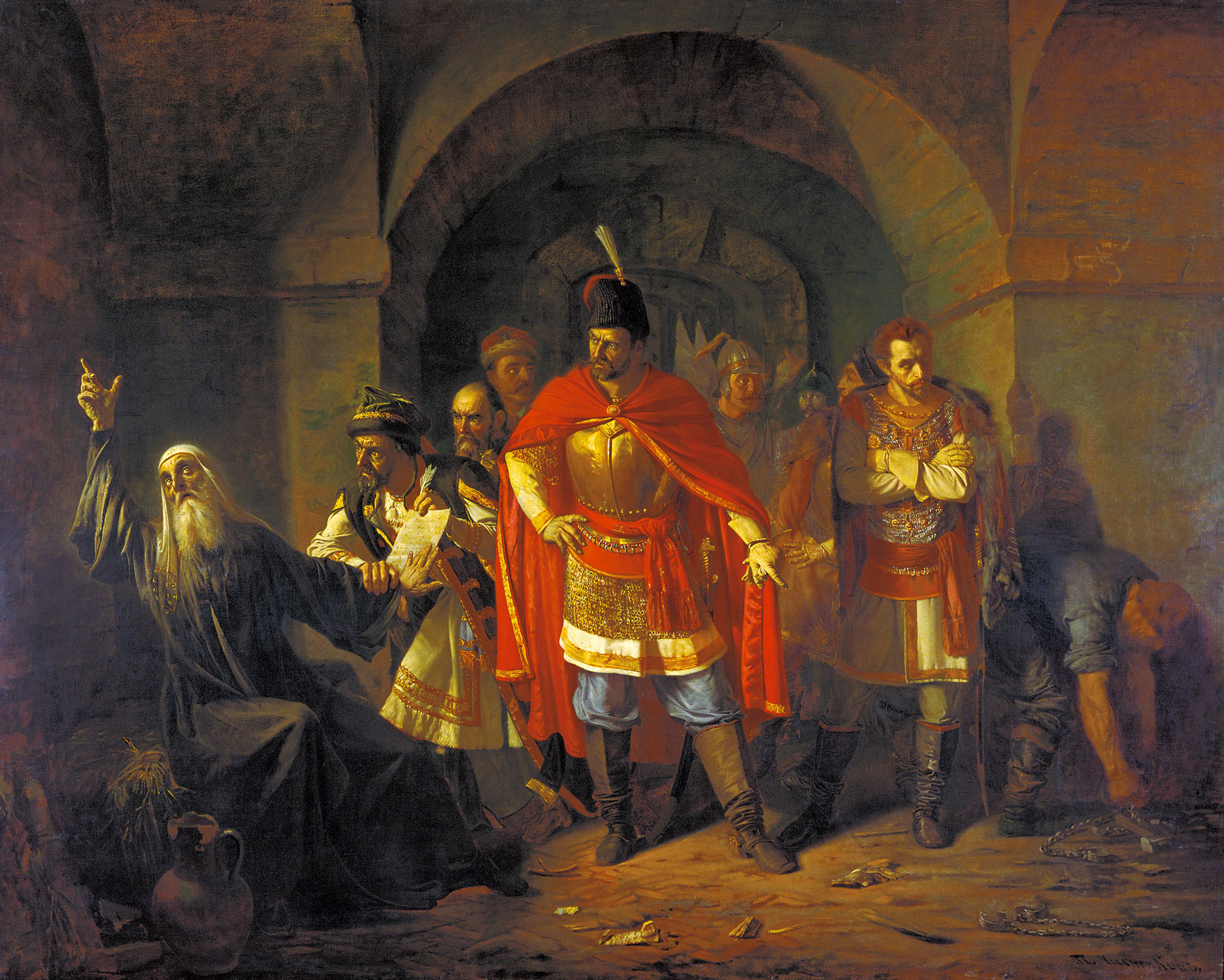
Ermogene rifiuta di benedire i polacchi.
Dipinto di Pavel Petrovič Čistjakov (1860)

Quando Basilio fu detronizzato e i polacchi presero il Cremlino, Ermogene si oppose alla possibilità che Ladislao IV di Polonia si insediasse sul trono moscovita senza diventare ortodosso e senza ritirare le proprie truppe dal suolo russo. Per questa ragione fu messo sotto sorveglianza, ma nel dicembre 1610 riuscì ad inviare delle lettere a molte città russe, esortando i compatrioti alla battaglia contro i polacchi.

Non appena una milizia di volontari guidata da Prokopij Petrovič Ljapunov giunse a Mosca, Ermogene rifiutò di anatemizzarla, come ordinatogli dagli invasori. In quest'occasione affermò: 
 In conseguenza di ciò fu rinchiuso nel monastero di Čudov, dove benedisse la formazione di un'altra armata reclutata da Kuz'ma Minin e guidata dal principe Dmitrij Požarskij. Tuttavia, i comandanti non riuscirono ad accordarsi sul modo di prendere il Cremlino e liberare il patriarca che, infatti, morì di fame il 17 febbraio 1612.

## Il culto e la canonizzazione

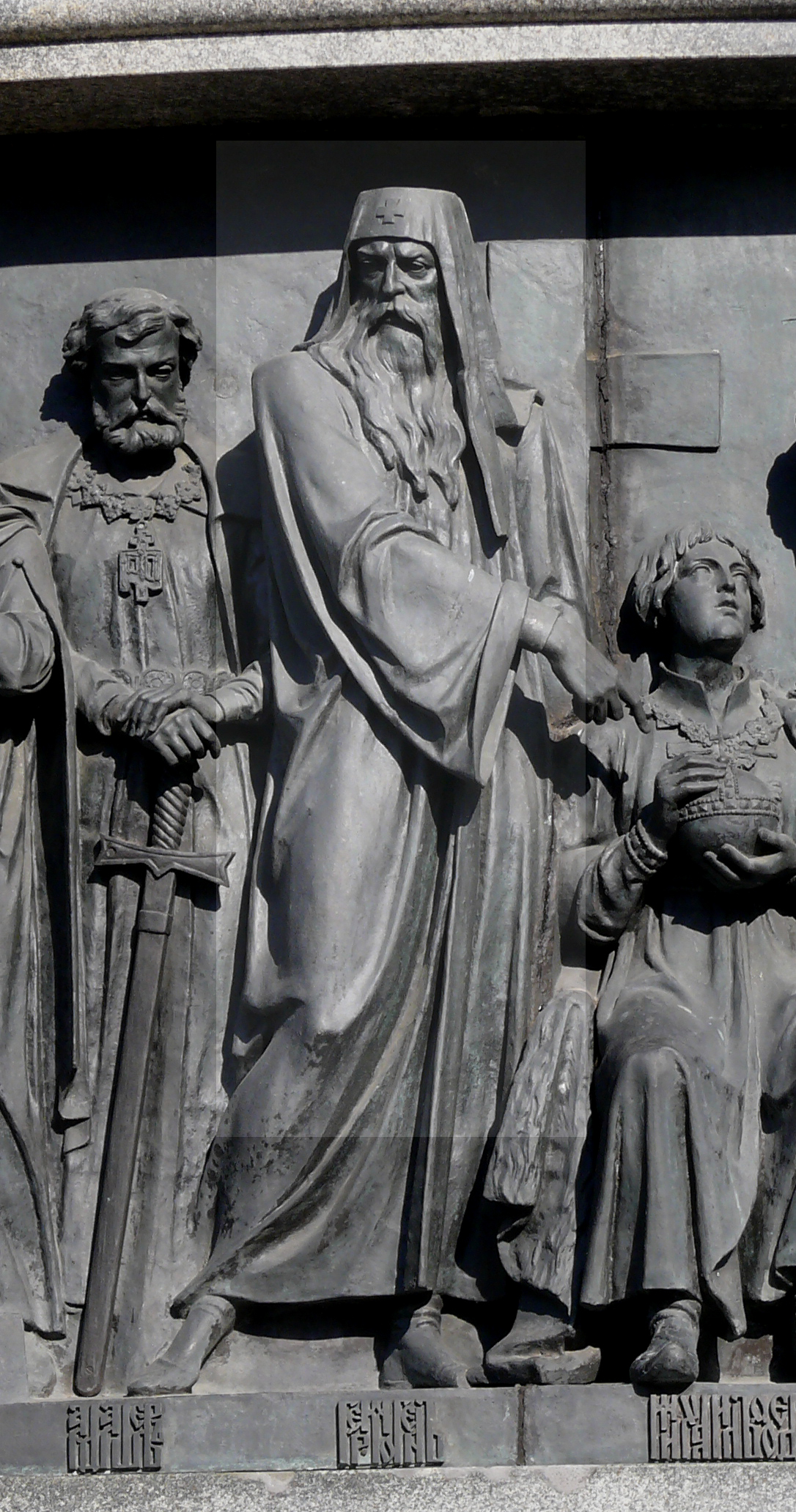
Statua di Ermogene nel Millenario della Russia di Velikij Novgorod

Nel 1652 le reliquie del patriarca furono traslate dal monastero di Čudov alla Cattedrale della Dormizione, dove si trovano tuttora. Oggetto di grande devozione popolare, ad Ermogene vennero attribuite numerose guarigioni. Fu canonizzato il 12 maggio 1913, nel trecentesimo anniversario della dinastia dei Romanov, come ieromartire. Alla vigilia dell'evento si svolse una processione con la sua icona, e dietro di essa la copertura sepolcrale, su cui il santo è raffigurato per intero. Alla cerimonia partecipò il Patriarca di Antiochia Gregorio IV. Sul Campanile di Ivan il Grande fu appeso un enorme striscione con su scritto: «Rallegrati, ieromartire Ermogene, grande intercessore della terra russa».
Per celebrare il quattrocentesimo anniversario della morte di Ermogene, nel marzo 2012 il patriarca Cirillo I ha tenuto la cerimonia di posa della prima pietra di un monumento in onore del santo nei Giardini di Alessandro, vicino alle mura del Cremlino e al luogo del martirio.
Ermogene viene ricordato il 17 febbraio (giorno della sua morte), il 12 maggio (giorno della sua canonizzazione) e anche il 5 ottobre (giorno della Synaxis dei Primati di Mosca).